# Кок-Тана
Кок-Тана́ (укр. Кок-Тана, крымскотат. Kök Tana, Кок Тана) — исчезнувшее село в Раздольненском районе Республики Крым, располагавшееся на северо-западе района, в степной части Крыма, примерно в 1 километре западнее современного села Славянское.

## История
Первое документальное упоминание села встречается в Камеральном Описании Крыма… 1784 года, судя по которому, в последний период Крымского ханства Гоктана входил в Мангытский кадылык Козловскаго каймаканства.
После присоединения Крыма к России (8) 19 апреля 1783 года, (8) 19 февраля 1784 года, именным указом Екатерины II сенату, на территории бывшего Крымского ханства была образована Таврическая область и деревня была приписана к Евпаторийскому уезду. После павловских реформ, с 1796 по 1802 год входила в Акмечетский уезд Новороссийской губернии. По новому административному делению, после создания 8 (20) октября 1802 года Таврической губернии, Кок-Тана был включён в состав Хоротокиятской волости Евпаторийского уезда.
По Ведомости о волостях и селениях, в Евпаторийском уезде с показанием числа дворов и душ… от 19 апреля 1806 года в деревне Коктана числилось 4 двора, 19 крымских татар и 2-е ясыров. На военно-топографической карте генерал-майора Мухина 1817 года деревня Кок тана обозначена с 3 дворами. После реформы волостного деления 1829 года Кок Тани, согласно «Ведомости о казённых волостях Таврической губернии 1829 года» отнесли к Аксакал-Меркитской волости (переименованной из Хоротокиятской). На карте 1836 года в деревне 4 двора, а на карте 1842 года деревня Кок Тана обозначена условным знаком «малая деревня», то есть менее 5 дворов.
В 1860-х годах, после земской реформы Александра II, деревню приписали к Биюк-Асской волости. По обследованиям профессора А. Н. Козловского 1867 года, вода в колодцах деревни была «соленоватая» а их глубина колебалась от 10 до 15 саженей (21—33 м). Согласно «Памятной книжке Таврической губернии за 1867 год», деревня была покинута жителями вследствие эмиграции крымских татар, особенно массовой после Крымской войны 1853—1856 годов, в Турцию и лежала в развалинах. На трехверстовой карте Шуберта 1865 года селение ещё обозначено, а на карте с корректурой 1876 года его уже нет.
В последний раз в исторических документах Коктана встречается в «…Памятной книжке Таврической губернии на 1900 год» как разорённая деревня Агайской волости, в которой жителей не числилось.